# Nederlandse kampioenschappen schaatsen afstanden 2007 - 500 meter vrouwen
De 500 meter vrouwen op de Nederlandse kampioenschappen schaatsen afstanden 2007 werd in november 2006 in ijsstadion De Smelt in Assen over twee ritten verreden, waarbij de twintig deelneemsters ieder een keer in de binnenbaan en een keer in de buitenbaan startten.
Titelverdedigster was Marianne Timmer die de titel pakte tijdens de NK afstanden 2006. 

## Uitslag
| #      | Schaatsster         | 1e      | pos | 2e      | pos | Punten  |
| ------ | ------------------- | ------- | --- | ------- | --- | ------- |
| Goud   | Margot Boer         | 0.39,86 | 1   | 0.39,71 | 1   | 79,570  |
| Zilver | Marianne Timmer     | 0.40,15 | 2   | 0.39,92 | 2   | 80,070  |
| Brons  | Annette Gerritsen   | 0.40,31 | 3   | 0.40,12 | 3   | 80,430  |
| 4      | Ireen Wüst          | 0.40,45 | 4   | 0.40,32 | 4   | 80,770  |
| 5      | Laurine van Riessen | 0.41,03 | 5   | 0.41,22 | 7   | 82,250  |
| 6      | Marieke Wijsman     | 0.41,17 | 6   | 0.41,22 | 8   | 82,390  |
| 7      | Jorien Kranenborg   | 0.41,28 | 7   | 0.41,15 | 5   | 82,430  |
| 8      | Mayon Kuipers       | 0.41,39 | 9   | 0.41,21 | 6   | 82,600  |
| 9      | Sanne van der Star  | 0.41,34 | 8   | 0.41,26 | 9   | 82,600  |
| 10     | Els Murris          | 0.41,56 | 11  | 0.41,55 | 11  | 83,110  |
| 11     | Thijsje Oenema      | 0.41,47 | 10  | 0.41,66 | 13  | 83,130  |
| 12     | Frederika Buwalda   | 0.41,64 | 13  | 0.41,52 | 10  | 83,160  |
| 13     | Emilie Gale         | 0.41,70 | 15  | 0.41,68 | 14  | 83,380  |
| 14     | Sophie Nijman       | 0.41,66 | 14  | 0.41,79 | 15  | 83,450  |
| 15     | Marrit Leenstra     | 0.42,11 | 17  | 0.41,63 | 12  | 83,740  |
| 16     | Mayke Nagtegaal     | 0.41,90 | 16  | 0.41,96 | 18  | 83,860  |
| 17     | Helga Luning        | 0.42,27 | 20  | 0.41,82 | 16  | 84,090  |
| 18     | Natasja Bruintjes   | 0.42,23 | 18  | 0.41,94 | 17  | 84,170  |
| 19     | Richt van der Meer  | 0.42,23 | 19  | 0.42,36 | 19  | 84,590  |
| 20     | Willeke van Benthem | 0.41,63 | 12  | 1.29,26 | 20  | 130,890 |

Uitslag op
1987 · 
1988 · 
1989 · 
1990 · 
1991 · 
1992 · 
1993 · 
1994 · 
1995 · 
1996 · 
1997 · 
1998 · 
1999 · 
2000 · 
2001 · 
2002 · 
2003 · 
2004 · 
2005 · 
2006 · 
2007 · 
2008 · 
2009 · 
2010 · 
2011 · 
2012 · 
2013 · 
2014 · 
2015 · 
2016 · 
2017 · 
2018 · 
2019 · 
2020 · 
2021 · 
2022 · 
2023 · 
2024 · 
2025